# 佐藤製薬
佐藤製薬株式会社（さとうせいやく、英語：Sato Pharmaceutical Co., Ltd.）は、東京都港区に本社を置く日本の大手製薬会社である。サトウ製薬あるいはsatoとも表記される。

## 会社概要
子象のマスコットキャラクター「サトちゃん」や、栄養ドリンクのユンケル黄帝液（ユンケル）、総合感冒薬のストナで知られる。医療用医薬品は皮膚薬のパスタロンが有名である。
子会社にはキップパイロールを製造販売しているキップ薬品がある。

## 沿革
- 1915年（大正4年）4月15日 - 東京市本郷区千駄木町（現在の東京都文京区弥生町一丁目）で佐藤幸吉が佐藤製薬所を創業[2]。
- 1929年（昭和4年）8月1日 - 本社を東京府荏原郡大井町（現在の東京都品川区の一部）に移転、佐藤製薬合名会社に改組。
- 1939年（昭和14年）- 株式会社に改組、佐藤製薬株式会社設立。
- 1959年（昭和34年）
  - 4月10日 - マスコットキャラクター「サトちゃん」誕生。
  - 総合感冒薬「ストナ」発売。
- 1961年（昭和36年）- 八王子工場新設、稼動開始。
- 1967年（昭和42年）10月 - 栄養ドリンク「ユンケル黄帝液」発売。
- 1978年（昭和53年）- 医薬品の歯磨剤「アセス」発売。
- 1981年（昭和56年）- アメリカ合衆国に現地法人設立。
- 1987年（昭和62年）- 中華民国（台湾）に現地法人設立。
- 1999年（平成11年）
  - 3月1日 - 医薬品販売の規制緩和に伴う医薬部外品の栄養ドリンク「ユンケルローヤルシリーズ」発売。
  - 3月 - 医療用医薬品のステロイド外用薬「テクスメテン（ジフルコルトロン）」を日本ロシュ（現在の中外製薬）から承継し、発売。
- 2002年（平成14年）- かずさ工場新設、稼動開始。
- 2003年（平成15年）
  - 7月22日 - 三菱ウェルファーマ株式会社（東京田辺製薬→三菱東京製薬からの引き継ぎ商品。現在の田辺三菱製薬）の一般用医薬品の譲渡契約を締結。
  - 11月 - 三菱ウェルファーマより外用鎮痛消炎薬「サロメチールL」、液体胃腸薬「薬草胃腸内服液」、ビタミンC主薬製剤「アスコル2000」、口内炎・口唇炎治療薬「妙効丹」の4製品を移管。
  - 12月 - 三菱ウェルファーマより外用鎮痛消炎薬「サロメチールID」シリーズ4品目・「サロメチール」250g・「サロメチール・ゾル」、胃腸薬「ハイウルソグリーン」、ビタミンB2・B6主薬製剤「アスビタン<デルマ>」、栄養補助食品「フェナール」の計9製品を移管。
- 2004年（平成16年）
  - 1月15日 - 医療用医薬品の抗生物質配合外用合成副腎皮質ホルモン剤「ベトノバールG（軟膏・クリーム）」の製造・販売権をグラクソ・スミスクラインから継承し発売。
  - 3月 - 外用鎮痛消炎薬「サロメチール」40g・「サロメチール・ソフト」、鎮咳去痰薬「チミコデシロップN」、胃腸薬「ハイウルソ顆粒」・「ハイウルソエース内服液」の5製品を移管。これを以て三菱ウェルファーマからの譲渡が完了。
- 2006年（平成18年）
  - 11月 - 名誉会長 佐藤進死去。
  - 12月18日 - トリアムシノロンアセトニドを一般向けにスイッチOTC化した口内炎治療薬「アフタッチA」を発売。
- 2007年（平成19年）
  - 6月20日 - ドイツ生まれのマルチビタミン&ミネラル「BION 3（バイオンスリー）」の日本国内におけるライセンスを取得し、日本での発売開始。
  - 7月20日 - 医療用医薬品の点鼻・点眼用局所血管収縮剤「ナシビン」の製造販売承認を中外製薬から継承し、同年8月1日より発売開始。
  - 11月1日 - 医療用医薬品の広域駆虫剤「コンバントリン（錠・ドライシロップ）」の製造販売承認をテイカ製薬から継承し発売。
  - 11月15日 - 痔疾用薬「ジーフォーL注入軟膏」発売。2008年（平成20年）2月20日には坐剤タイプの「ジーフォーL」、軟膏タイプの「ジーフォーL軟膏」を追加し、ラインナップを強化。なお「ジーフォーL」は元々、住友製薬ヘルスケア（現在のダンヘルスケア）が発売していた製品である。
- 2008年（平成20年）
  - 3月6日 - 医療用医薬品の抗ヒスタミン剤「ベナ錠」の製造販売承認を田辺三菱製薬から継承し、同年7月1日より発売開始。
  - 9月30日 - バイエル薬品が輸入販売している解熱鎮痛薬「バイエルアスピリン」の販売業務契約を締結。同年10月1日より明治製菓（現在のMeiji Seika ファルマ）に代わって当社が販売元となる。
- 2009年（平成21年）
  - 9月 - エイジングケア化粧品「エクセルーラ」を発売。
  - 11月16日 - ビダラビンを一般向けにスイッチOTC化した口唇ヘルペスの再発治療薬「アラセナS」を発売。
- 2010年（平成22年）
  - 3月25日 - トロキシピドを一般向けにスイッチOTC化した胃腸薬「イノセアバランス」を発売（現在は製造終了）。
  - 12月7日 - ベクロメタゾンプロピオン酸エステルを一般向けにスイッチOTC化した点鼻ステロイド薬「ナザールAR<季節性アレルギー専用>」を発売。
- 2011年（平成23年）
  - 4月5日 - オキシメタゾリンを一般向けにスイッチOTC化した点鼻薬「ナシビンMスプレー」を発売。
  - 5月6日 - 医療用医薬品の非ステロイド系外用剤<抗潰瘍・抗炎症>「ジルタザック軟膏3%」の製造販売承認を中外製薬から継承し、同年5月20日より販売開始。
  - 5月10日 - クロトリマゾールを一般向けにスイッチOTC化した膣カンジダの再発治療薬「エンペシドL」を発売。
  - 9月26日 - メキタジンを医療用医薬品と同量配合したアレルギー性鼻炎専用内服薬「ストナリニ・ガード」を発売（現在は製造終了）。
- 2013年（平成25年）2月1日 - セチリジン塩酸塩を一般向けにスイッチOTC化したアレルギー専用鼻炎薬「ストナリニZ」を発売。
- 2014年（平成26年）
  - 1月14日 - OTC医薬品初となる医療用成分ペミロラストカリウムを配合したアレルギー専用点眼薬「ノアールPガード点眼液」を発売。
  - 7月8日 - OTC医薬品で初めてアルミノプロフェンを配合した鎮痛薬「ルミフェン」を発売。
- 2015年（平成27年）2月12日 - イブプロフェンを1日最大量600mgまで服用可能（通常は1日2回までだが、2回目服用後に再度症状が現れた場合に3回目の服用が可能）とした解熱鎮痛薬「リングルアイビー錠α200」を発売（2016年（平成28年）4月27日に液体inカプセルタイプの「リングルアイビーα200」を追加発売）。
- 2017年（平成29年）12月1日 - セチリジン塩酸塩製剤で初の液体inカプセルタイプ「ストナリニZジェル」を発売。
- 2018年（平成30年）7月10日 - クロトリマゾール配合の膣カンジダの再発による外陰部症状の治療薬「エンペシドLクリーム」を発売（本品は、「バイエルアスピリン」同様、バイエル薬品が製造販売承認を保有する）。
- 2019年（平成31年）4月10日 - 亜塩素酸NaをOTC医薬品として初めて保存剤（添加物）に配合した涙液型目薬「ノアールCL」を発売。
- 2021年（令和3年）3月22日 - アメリカのファウンデーション社との間で鼻孔拡張テープ「ブリーズライト」の日本国内販売契約を締結[3]。同年5月1日よりグラクソ・スミスクライン・コンシューマー・ヘルスケア・ジャパン（現:Haleonジャパン）に代わって当社が販売元となる。

## 事業所
本社
東京都港区元赤坂1-5-27 AHCビル
AHC2ビルオフィス
東京都港区元赤坂1-5-10 AHC2ビル
AHC3ビルオフィス
東京都港区元赤坂1-7-8 ヒルクレスト373ビル2F
帝国ホテルオフィス
東京都千代田区内幸町1-1-1 帝国ホテルタワー10F
品川研究開発センター（旧本社）
東京都品川区東大井6-8-5
八王子工場
東京都八王子市狭間町1468
かずさ工場
千葉県君津市かずさ小糸5-1
営業所
札幌市、仙台市、静岡市、金沢市、名古屋市、大阪市、広島市、松山市、福岡市、浦添市
流通センター
八王子市、大阪市、浦添市

## CMに起用された有名人

### 出演中
- 春風亭昇太 - アセス
- イチロー - ユンケル
- 松下奈緒 - ユンケル、エクセルーラ
- 浅田真央・浅田舞 - ストナ、ストナリニS、ストナリニZ、ナザール、ユンケル(真央のみ)
- 下京慶子 - リングルアイビー
- 立石晴香 - リングルアイビー
- 岩井七世 - エンペシドL
- 田頭華 - エンペキュア
- 野口健 - 爪水虫疾患啓発
- クリス・ペプラー - レバウルソ（長年『FROM SATO』→『SATO』のサウンドロゴも担当している）
- 豊島美雪 - 製品全般（MBSラジオ限定）
- 松下奈緒 - リングルアイビー[4]
- 山本由伸 - ユンケル

### 過去の出演者
ユンケルシリーズ
- ガッツ石松
- 山城新伍
- 藤村俊二
- 高瀬春奈（藤村と共演）
- タモリ
- With T（小笠原秀春・岸田健作からなる10代目いいとも青年隊、タモリと共演）
- 中山エミリ（タモリと共演）

ストナシリーズ
- ガゼラ
- 藤木悠
- 山城新伍
- 本田美奈子
- 三宅裕司
- 細川直美（三宅と共演）
- 原田知世
- 沢口靖子
- 鈴木京香
- 藤原紀香
- 野沢雅子
- 星野仙一
- 本田真歩（星野と共演）
- 豊田エリー（星野と共演）
- 比嘉愛未（星野と共演）

その他 - サトウこどもおくすり
- 三浦友和 - アセス
- 円広志 - アセス（声のみ、ワニのキャラクター）
- タモリ - アセス
- 森泉 - アセスE
- 藤田寛之 - アセス
- ジョン・マッケンロー - アセス
- テータム・オニール - アセス
- 柏原芳恵 - サトラックス
- オセロ - サトラックス
- スパイダーマン - サロメチールの販売元が三菱ウェルファーマから譲渡されて間もない時期に放映されたCMのキャラクター。
- 横峯さくら - サロメチール
- 横峯良郎 - サロメチール
- タケカワユキヒデ - イノセアプラス
- 吉田恵 - リングルアイビー
- 菊川怜 - リングルアイビー
- ラフルアー宮澤エマ - リングルアイビー
- 堀田茜 - リングルアイビー
- 持田香織 - BION3（バイオンスリー、2008年10月から）
- 奥村愛 - エクセルーラ
- フランキー堺 - ハイトス12
- 原辰徳 - アルサメック
- 梅沢富美男 - ユンケルE
- 田中好子 - パスタロンクリームL
- 石野真子 - ユンケルEC
- いしのようこ - ユンケルEC (真子と共演)
- 丹波哲郎 - ラマストン
- アントニオ・ベネディット・ダ・シルバ - ラマストン
- 喪黒福造 - ラマストン
- 石丸博也 - サトウこどもくすり（クーゴ）
- 神谷明 - サトウこどもくすり（アーサー）

## マスコットキャラクター

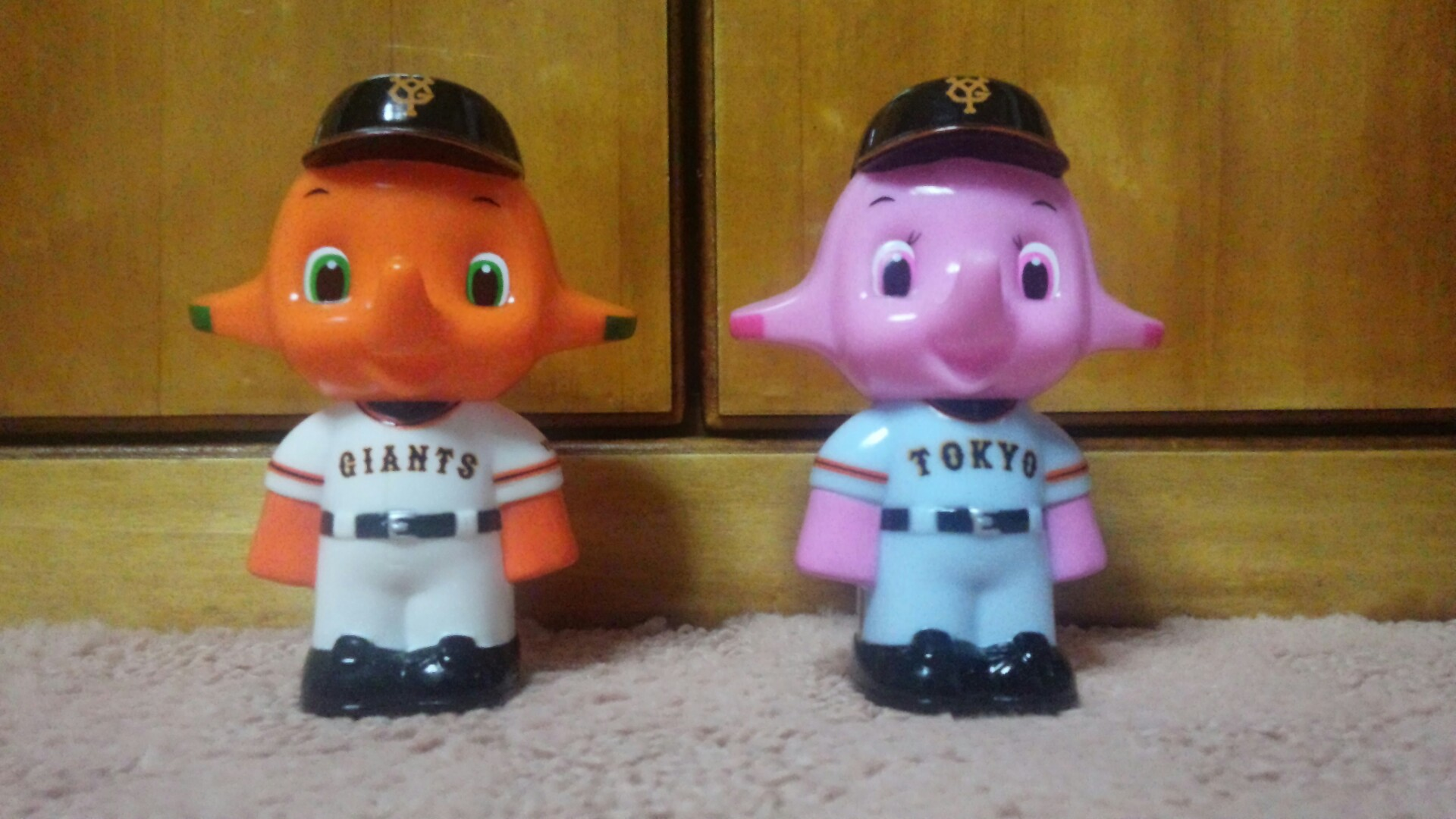
読売ジャイアンツのユニホーム姿のサトちゃん・サトコちゃん

マスコットのゾウ「サトちゃん」は1959年4月10日に人形として誕生した。大型店舗ではなく古くからの比較的小さな薬局の店頭に現在でも置いてあることがある。1982年にはサトちゃんの妹としてサトコちゃんが登場した。

## グループ企業
- キップ薬品